# 리학선
리학선(1969년 8월 12일~)은 조선민주주의인민공화국의 레슬링 선수이다. 1992년 하계 올림픽에서 남자 자유형 플라이급 금메달을 획득했다.
그는 남포시 항구구역 하비석동에서 태어났다.

## 수상
- 인민체육인(1992)